# کوکا-کولا اماتیل
کوکا-کولا اماتیل (به انگلیسی: Coca-Cola Amatil) بزرگترین شرکت تولید نوشیدنی‌های غیرالکلی استرالیایی است، که به‌عنوان یکی از ۵ شرکت بزرگ تولیدکننده محصولات شرکت کوکاکولا در جهان محسوب می‌شود.
شرکت کوکا-کولا اماتیل در سال ۱۹۱۰ راه‌اندازی شد و در حال حاضر دارای عملیات در کشورهای استرالیا، نیوزیلند، اندونزی، پاپوآ گینه نو، فیجی و ساموآ می‌باشد.
دفتر مرکزی این شرکت در شهر سیدنی، استرالیا قرار دارد و بخشی از سهام آن در بازار بورس اوراق بهادار استرالیا معامله می‌شود. شرکت کوکاکولا با در اختیار داشتن ۲۹٪ از کوکا-کولا اماتیل، به‌عنوان بزرگترین سهام‌دار این شرکت شناخته می‌شود.